# Nantosuelta

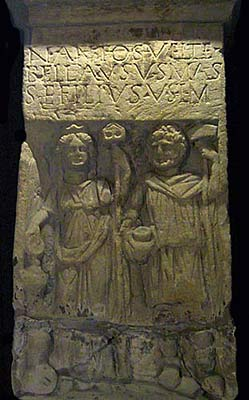
Nantosvelta und Sucellus auf dem Altar von Sarrebourg

Nantosuelta, auch Nantosvelta („gekrümmtes Tal“, „glitzernder Bach“ oder auch „besonntes Tal“) war eine keltische Göttin, die zusammen mit Sucellus verehrt wurde.

## Deutung und Etymologie
Ein Altar aus dem lothringischen Sarrebourg (römische Provinz Gallia Belgica) mit der typischen Darstellung des Götterpaares trägt die Inschrift: DEO SVCELLO NANTOSVELT(A)E.
In bildlichen Darstellungen erscheint Nantosvelta vor allem im Mediomatrikergebiet etwa auf zwölf Stelen zusammen mit Sucellus. Sie trägt einen langen Rock und hält in ihrer Linken einen langen Stab mit einem Häuschen an der Spitze, das sowohl ein Grabhäuschen als auch eine kleine villa rustica sein kann. In ihrer Rechten hält sie häufig ein Füllhorn, oder diese Hand ruht auf einem Opferaltar. Manchmal wird sie von einem Raben begleitet. Der Gedanke, dass diese Attribute ihre Funktion als Schutzgöttin des Hauswesens und auf funktionelle Verwandtschaft mit den Matres hinweisen, ist anzunehmen. Die Göttin wird wohl speziell für Wohlstand und häusliche Fruchtbarkeit zuständig gewesen sein, auch eine chthonische (erdverbundene) Deutung im Zusammenhang mit Succellus (der mit Pluton gleichgesetzt wird) ist möglich.
Der erste Namensbestandteil ist das gallische Wort nanto („Tal“); bei Botheroyd wird nant („Bach“) oder supelta („die gute Bach-Anstoßerin“?) genannt. Der zweite Teil ist unklar (siehe Einleitung), Olmsted vermutet ebenso wie Meid eine Bedeutung wie „die das Tal zum Erblühen bringt“.